# Habrochila
Habrochila is een geslacht van wantsen uit de familie van de Tingidae (netwantsen). Het geslacht werd voor het eerst wetenschappelijk beschreven door Géza Horváth in 1912.

## Soorten
Het genus bevat de volgende soorten:

- Habrochila africana Drake, 1948
- Habrochila chinensis Drake, 1947
- Habrochila clivosa Drake, 1954
- Habrochila darthula (Kirkaldy, 1902)
- Habrochila ecpagla Duarte Rodrigues, 1992
- Habrochila ghesquierei Schouteden, 1953
- Habrochila horvathi Schouteden, 1923
- Habrochila iolana Drake, 1955
- Habrochila kalahariana Duarte Rodrigues, 1982
- Habrochila laeta Drake, 1954
- Habrochila monticola Horváth, 1929
- Habrochila namibiana Duarte Rodrigues, 1989
- Habrochila natalana Drake, 1956
- Habrochila orthea Duarte Rodrigues, 1992
- Habrochila parumtomentosa Linnavuori, 1977
- Habrochila placida Horváth, 1912
- Habrochila punctigera Linnavuori, 1977
- Habrochila servum